# بيرسي روبرتس
بيرسي روبرتس (بالإنجليزية: Percy Roberts)‏ (1 يناير 2000 في المملكة المتحدة - ) هو لاعب كرة قدم بريطاني في مركز الهجوم. لعب مع ماكليسفيلد تاون ونادي ريكسهام ونادي أوزورتي تاون ‏ ونادي نيلسون.